# (7058) 1990 SN1
(7058) 1990 SN1 là một tiểu hành tinh vành đai chính. Nó được phát hiện bởi Henry E. Holt ở Đài thiên văn Palomar ở Quận San Diego, California, ngày 16 tháng 9 năm 1990.